# Rachad Nabiyev
Pour les articles homonymes, voir Nabiyev.
Rachad Nabiyev (en azerbaïdjanais: Rəşad Nəbi oğlu Nəbiyev; naissance en 1977) est un homme politique azerbaïdjanais qui occupe le poste de ministre des Communications et des Technologies de l'information de l'Azerbaïdjan. Il était auparavant président du conseil d'administration et chef de la direction d'Azercosmos.

## Vie
Rachad Nabiyev est né le 26 août 1977 à Bakou. Après avoir obtenu son diplôme d'études secondaires, il est entré en 1994 à l'Académie d'administration publique du Président de la République d'Azerbaïdjan. Il a obtenu sa maîtrise de l'Université de Caroline du Nord à Chapel Hill en 2002.

## Carrière
- 1997-2000 - employé du Centre des ressources et des technologies de l'information et du Département des relations internationales du bureau du président de la République d'Azerbaïdjan.

- 2002-2004 - employé du Département des opérations de marché de la Banque centrale d'Azerbaïdjan.

- 2004-2011 - chef du Département des finances, de la comptabilité et de l'analyse économique au Ministère des communications et des technologies de l'information de l'Azerbaïdjan.

- Depuis le 24 janvier 2011 - président du conseil d'administration et directeur général d'Azercosmos.

- 2014 - par l'Ordre du Président de l'Azerbaïdjan, Rachad Nabiyev pour ses services dans le développement de l'industrie spatiale en Azerbaïdjan a reçu la médaille Taraggi[2]

- 2019 - par l'Ordre du Président de l'Azerbaïdjan du 27 mai 2019, Rachad Nabiyev a reçu la médaille du jubilé consacrée au «100e anniversaire de la République démocratique d'Azerbaïdjan (1918-2018)».